# Квинт Фуфиций Корнут
Квинт Фуфиций Корнут (на латински: Quintus Fuficius Cornutus) e политик и сенатор на Римската империя през 2 век.
През 147 г. Корнут е суфектконсул заедно с Авъл Клавдий Харакс. От около 151 – 153/154 г. той е управител на Долна Мизия след Гай Прастина Месалин (148/151 г.), а след него управител става Тит Флавий Лонгин (153/154 – 156 г.).